# Maki Murakami
Maki Murakami (村上 真紀 Murakami Maki?,  Otaru, Hokkaidō, Japón, 24 de mayo) es una mangaka japonesa, principalmente conocida por su obra Gravitation. Gravitation fue uno de los primeros mangas de género yaoi en alcanzar la abrumadora popularidad que el género y el shōnen-ai poseen en la actualidad, siendo pionero en su campo. 
El manga se compone de doce volúmenes y cuenta con una secuela titulada Gravitation EX, así como también de dos novelas (una de las cuales escrita por la misma Murakami). Murakami también ha escrito una serie de dōjinshi de trece volúmenes llamada Gravitation Remix bajo el auspicio de Crocodile Ave, los cuales son mucho más sexualmente explícitos que el manga. Además de Remix, Murakami creó otros cuatro dōjinshi altamente explícitos llamados Mega-gra, Megamix: Panda, Megamix: Kumagorou y Megamix: Capybara. Estos también se desvían de la historia original del manga, además de incorporar contenido shotacon. Un nuevo megamix, titulado Megamix Zebra, se centra en Shūichi, Ryūichi y Eiri.

## Biografía
Murakami nació un 24 de mayo en la ciudad de Otaru, Hokkaidō. Durante la escuela secundaria, Murakami comenzó a trabajar como ayudante de la hermana mayor de uno de sus amigos dibujando manga hentai, y a alrededor del mismo tiempo produjo numerosos dōjinshi sobre músicos.
Debutó como artista profesional en 1995 con su obra Narushito no Genki (Tragedia de un narcisista), la cual apareció en la revista Kimi to Boku, publicación editada por Sony Magazines. Al año siguiente, Murakami publicaría en la misma revista Gravitation. En 2004, la revista Kimi to Boku dejó de operar, por lo que la serie Gravitation pasó a ser editada en Wallflower. 
Debido al éxito de la serie, en 1999 fue adaptada a dos OVAs de treinta minutos, los cuales fueron dirigidos por Shin'ichi Watanabe. Una adaptación a serie de anime dirigida por Bob Shirohata y producida por Studio Deen con colaboración de SPE Visual Works, comenzó su transmisión en Japón el 4 de octubre de 2000 y finalizó el 10 de enero de 2001, con un total de trece episodios. 
Además, se han editado CDs con canciones de la serie, CD dramas y otros muchos productos. La editorial que publícó el manga en su versión inglesa es TokyoPop en 2003, mientras que la versión en español lo fue por Glénat en 2004. Al no haber podido incluir las escenas de sexo explícitas en Gravitation, Murakami realizó una serie de doujinshis titulados Gravitation Remix, con un fuerte contenido sexual. Estas historias también tienen continuación: Megamix y Megagra-a. Gravitation Remix también ha sido publicados en España por la editorial Glénat.

## Vida personal
Murakami está casada y tiene una hija. Se describe como una persona tímida y no le gusta ser fotografiada, tal como se informó en el sitio web de Otakon en 2007, donde se dijo que "una condición de su visita es que no se le tomen fotografías mientras [Murakami] se encuentre en Otakon".

## Obras
- Narushito no Genki (1995).
- Gravitation (1996-2000).
- Gravitation Audio Comics (1997).
- Uzumaki Neko no Mitukekata (1999).
- Kimi no Unaji ni Kanpai (2001).
- Gamerz Heaven (2003-2004).
- kampai!

### Gravitation Saga
- Gravitation
- Gravitation Audio Comics
- Gravitation Remix (dōjinshi)
- G. Megamix (dōjinshi)
- G. Megagra-a Kuma y Panda (dōjinshi)
- G. Megamix Kapibara (dōjinshi)
- G. Megagra-a (dōjinshi, contiene una recopilación del Panda y Kumagoro y un extra de nuevas páginas a color)
- Gravitation EX